# Første klasse
Første klasse (russisk: Первоклассница) er en sovjetisk film fra 1948 af Ilja Fres.

## Medvirkende
- Natalja Zasjjipina som Marusja
- Tamara Makarova som Anna Ivanovna
- Tatjana Barysjeva
- Kira Golovko som Nina Vasiljevna
- Igor Jerosjkin som Serjozja